# Milutin Ivković
Milutin Ivković (szerbül: др Mилутин Ивкoвић; Belgrád, 1906. március 3. – Jajinci, 1943. május 23.) szerb labdarúgóhátvéd.
A Jugoszláv királyság válogatottjának tagjaként részt vett az 1928. évi nyári olimpiai játékokon és az 1930-as világbajnokságon.
Dédapja a szerb hadsereg főparancsnoka, Radomir Putnik volt. Jugoszlávia német megszállása idején Ivković együttműködött a szerb partizánokkal ezért 1943. május 24-én 23 óra 45 perckor letartóztatták, majd másnap Jajinciben "kommunista tevékenység" vádjával kivégezték. 